# Karin Nellemose
Karin Nellemose, née le 3 août 1905 à Copenhague (Danemark) et morte le 5 août 1993 à Charlottenlund (Danemark), est une actrice danoise.

## Biographie

### Famille
Elle est la sœur du sculpteur Knud Nellemose (da).

## Filmographie

### Au cinéma
- 1925 : Du skal ære din hustru  (film muet)
- 1927 : Tordenstenene  (film muet)
- 1927 : Vester vov vov  (film muet)
- 1931 : Præsten i Vejlby : Mette - hans datter
- 1932 : Kirke og orgel  : Grethi Berger, forældreløs
- 1934 : Barken Margrethe af Danmark  : Margrethe - skibsrederen's datter
- 1934 : Nøddebo Præstegaard : Andrea Margrethe Blicher - datter
- 1938 : Den mandlige husassistent  : Karen Erlandsen - deres datter
- 1938 : Livet paa Hegnsgaard  : Trine Rævsgaard - deres datter
- 1939 : Elverhøj  : Agnete - hendes datter
- 1940 : En desertør  : Marie Kristoffersen - pige på Møllen
- 1941 : Tak fordi du kom Nick  : Anne Louise Herbert
- 1942 : Tordenskjold gaar i land  : Elsebeth - hans hustru
- 1942 : Tyrannens fald  : Ida - hans kone
- 1943 : Mine kære koner  : Louise - hans forlovede og Georgs 4. Kone
- 1944 : Spurve under taget  : Mathilde Frederiksen - en ung ensom pige
- 1944 : Familien Gelinde  : Klara - Harry's kone
- 1945 : I gaar og i morgen  : Ingrid Risberg - født Humelgaard
- 1946 : Oktoberroser  : Margrethe Frandsen
- 1946 : Hans store aften  : Kamilla Svane - skuespillerinde
- 1946 : Brevet fra afdøde  : Vibeke - overlægens 1. kone
- 1947 : Soldaten og Jenny  : Birgit Knauer, statsadvokatens hustru
- 1948 : Mens porten var lukket  : Gerda Olsen
- 1948 : Hr. Petit  : Marianne Borris - telefondame
- 1948 : Tre aar efter  : Erica - hans kone
- 1949 : Kampen mod uretten  : Thyra - hans kone
- 1950 : Min kone er uskyldig  : Louise Born - indehaver af hattesalon
- 1950 : Susanne : Jutta, Herfurths kone
- 1950 : Café Paradis  : Rita Birger - hans kone
- 1952 : Avismanden  : Tove, hans kone
- 1953 : Vi som går køkkenvejen  : Fruen
- 1953 : Den gamle mølle paa Mols  : Kristiane Mikkelsen
- 1953 : Hejrenæs  : Tante Sofia - Vibekes mor
- 1953 : Adam og Eva  : Ulla, Carls kone
- 1953 : Sønnen  : Fru. Rudi
- 1954 : Hendes store aften  : Fru. Poul - Ejer af Chez Madame
- 1954 : Det er så yndigt at følges ad  : Lones mor
- 1955 : Bruden fra Dragstrup  : Therese Brandt - Vilhelms kone
- 1957 : Jeg elsker dig  : Leonardo
- 1960 : Baronessen fra benzintanken  : Henriette von Rosensteen - Den grå dame
- 1961 : Støv på hjernen  : Birthe Mynster - Hjemmegående
- 1962 : Det stod i avisen  : Værelsesudlejer
- 1963 : Dronningens vagtmester  : Elsebeth Buchwald
- 1966 : Pigen og greven  : Constance Gyvelstjerne - grevinde

## Récompenses et distinctions
- 1949 :
  - Bodil de la meilleure actrice (Bedste kvindelige hovedrolle) pour Kampen mod uretten (1949)
  - Bodil de la meilleure actrice dans un second rôle (Bedste kvindelige birolle)) pour Mens porten var lukket (1948)